# Арис Бонневуа
Арис Бонневуа, позднее Альянс 01 — бывший футбольный клуб, базировавшийся в Люксембурге, на юге страны. В настоящее время клуб является частью «Расинг Люксембург».

## История
«Арис» был основан в 1922 году и достиг своего пика в 1960-е и 1970-е годы, когда клуб трижды становился чемпионом и представлял Люксембург в еврокубках. За 42 сезона в высшем дивизионе «Арис» набрал более 1100 очков. По этому показателю он входит в десятку лучших люксембургских клубов. Однако «Арис», пожалуй, прославился в первую очередь своими достижениями в еврокубках, будучи одним из немногих люксембургских клубов, которым удалось выйти во второй тур. Также «Арис» забил гол на «Камп Ноу» в игре против «Барселоны».
«Арис» прекратил своё существование в 2001 году, когда был объединён с «Холлериком», сформировав «Альянс 01». В 2005 году «Альянс 01» объединился с двумя другими клубами из Люксембурга — «Спорой» и «Унионом», сформировав «Расинг Люксембург».

## Еврокубки
«Арис» выиграл один матч в еврокубках: в первом туре Кубка обладателей кубков 1979/80 «Арис» прошёл финский «Лахти», прежде чем был разгромлен «Барселоной». Несмотря на то, что «Арис» забил в обоих матчах с «Барселоной», он по сумме двух матчей проиграл со счётом 2:11. В первом туре того же турнира три года назад «Арис» обыграл североирландский «Каррик Рейнджерс» со счётом 2:1, но проиграл 2:5 по сумме двух матчей. На протяжении многих лет клубу также удалось сыграть вничью против североирландского «Линфилда», бельгийского «Льежа» и голландского «АДО Ден Хааг», но во всех трёх случаях дальше проходили соперники «Ариса».